# José María Aznar
José Maria Aznar (født 25. februar 1953 i Madrid) var Spaniens ministerpræsident fra 1996 frem til han den 17. april 2004 blev afløst af José Luis Rodríguez Zapatero.